# Dalal Abu Amneh
Dalal Abu Amneh (àrab: دلال أبو آمنة)  (Natzaret, 9 d'agost de 1983) és una cantant, productora i metgessa investigadora palestina en el camp de la neurofisiologia, graduada a l'Institut Tecnològic d'Israel - Technion a Haifa.

## Trajectòria
Abu Amneh va néixer el 1983 a la ciutat de Natzaret al districte del Nord de l'estat d'Israel. Va començar a cantar el 1987 a l'edat de quatre anys, quan va participar al concurs Spring Princess i va guanyar el primer premi amb la cançó «Maryam Maryamti». A l'edat de setze anys ja era coneguda com a intèrpret tant de cançons pròpies com d'herència palestina i llevantina.
És coneguda per encarnar l'art compromès i treballar per a desenvolupar l'art palestí de manera que preservi la seva originalitat, d'una banda, i estimuli la generació jove i l'oient occidental, de l'altra, com a mitjà per a consolidar la identitat palestina i donar suport a la causa del poble palestí. El 2022 va rebutjar una invitació per actuar a l'Exposició universal de 2020 de Dubai a causa de l'Acord de normalització entre Israel i els Emirats Àrabs Units.
Va ser arrestada el 16 d'octubre de 2023 per la policia d'Israel a casa seva a Natzaret després de publicar a les seves xarxes socials «Wa-la ghàliba il·la Al·lah» («No hi ha més vencedor que Déu»), lema de l'Emirat de Granada, juntament amb un emoji duna Bandera de Palestina. Segons la policia israeliana, la publicació era un discurs d'odi que incitava a la violència després de l'Atac de Hamàs a Israel de 2023 del 7 d'octubre. Va ser alliberada el 18 d'octubre de 2023, posada sota arrest domiciliari durant cinc dies i se li va prohibir de fer publicacions a les xarxes socials sobre la Guerra entre Israel i Gaza de 2023 durant 45 dies. Els càrrecs en contra van ser posteriorment desestimats per un jutge israelià.
Abu Amneh va afirmar que el missatge expressava la seva fe i no tenia la intenció d'afavorir cap part del conflicte. Des que la publicació es va fer viral, ella i la seva família van ser objecte d'amenaces de mort i, des de finals d'octubre, de protestes nocturnes davant de casa seva a Afula. A les protestes hi han assistit l'alcalde d'Afula i els membres de la policia local.
Abu Amneh s'identifica com a pacifista i partidària del sufisme, una tradició mística de l'islam. Va créixer en una comunitat mixta palestina i jueva a Israel i parla amb fluïdesa hebreu i àrab. Està casada amb Anan Abbasi, oftalmòleg i sotsdirector del Centre Mèdic Emek, i té dos fills.